# Miniscoot
Miniscoot is een 74 cc tweetakt-vouwscooter die vanaf 1959 werd geproduceerd door het Franse merk van auto-accessoires O.L.D. Het model was bedacht door de eigenaar van O.L.D., Olivier Lecanu-Deschamps, en ontworpen door Victor Bouffort.
In opgevouwen toestand was de scooter niet groter dan 75 cm³ en paste daarmee in de bagageruimte van een auto. Het zou daardoor een ideaal vervoermiddel zijn om mee te nemen op vakantie.
De Miniscoot werd aangedreven door een 74cc Monet Goyon en kende slechts één versnelling. Het totale gewicht van de scooter was 45 kilo.